# Kanumarathon-Weltmeisterschaften 2000
Die 8. Kanumarathon-Weltmeisterschaften fanden am 2. und 3. September 2000 im kanadischen Dartmouth statt. Der austragende Verband war die International Canoe Federation (ICF).
Die Länge der Strecke betrug 36 Kilometer.
Es wurden vier Wettbewerbe für Männer und zwei Wettbewerbe für Frauen ausgetragen.

## Medaillengewinner

### Herren

#### Canadier
| Disziplin | Gold                             | Zeit          | Silber                                | Zeit          | Bronze                                   | Zeit          |
| --------- | -------------------------------- | ------------- | ------------------------------------- | ------------- | ---------------------------------------- | ------------- |
| C1        | Dänemark Carsten Scales          | 2:40:19,126 h | Tschechien Pavel Bednář               | 2:40:19,788 h | Ungarn Pál Pétervári                     | 2:40:37,855 h |
| C2        | Ungarn Edvin Csabai Attila Györe | 2:31:07,470 h | Kanada Richard Dalton Michael Scarola | 2:31:11,301 h | Deutschland Vladimir Clauss Petr Kubicek | 2:32:08,970 h |

#### Kajak
| Disziplin | Gold                                                   | Zeit          | Silber                                                 | Zeit          | Bronze                             | Zeit          |
| --------- | ------------------------------------------------------ | ------------- | ------------------------------------------------------ | ------------- | ---------------------------------- | ------------- |
| K1        | Spanien Manuel Busto Fernández                         | 2:22:30,409 h | Ungarn Istvan Salga                                    | 2:22:32,441 h | Australien Michael Leverett        | 2:21:32,741 h |
| K2        | Spanien Jorge Alonso González Santiago Guerrero Arroyo | 2:12:44,645 h | Spanien Julio Martínez Gómez Rafael Quevedo Torrientes | 2:12:45,949 h | Portugal Marcio Pinto Miguel Gomes | 2:12:46,503 h |

### Damen

#### Kajak
| Disziplin | Gold                           | Zeit          | Silber                                | Zeit          | Bronze                                 | Zeit          |
| --------- | ------------------------------ | ------------- | ------------------------------------- | ------------- | -------------------------------------- | ------------- |
| K1        | Spanien Mara Santos            | 2:34:20,757 h | Ungarn Kornelia Szonda                | 2:34:22,056 h | Australien Chantal Meek                | 2:34:22,059 h |
| K2        | Ungarn Renáta Csay Andrea Pitz | 2:25:27,630 h | Ungarn Kornelia Szonda Edit Javorszki | 2:26:07,914 h | Dänemark Mette Barfod Jeanette Knudsen | 2:26:08,633 h |

## Medaillenspiegel
| Rang   | Nation      | Gold | Silber | Bronze | Gesamt |
| ------ | ----------- | ---- | ------ | ------ | ------ |
| 1      | Spanien     | 3    | 1      | 0      | 4      |
| 2      | Ungarn      | 2    | 3      | 1      | 6      |
| 3      | Dänemark    | 1    | 0      | 1      | 2      |
| 4      | Tschechien  | 0    | 1      | 0      | 1      |
| 4      | Kanada      | 0    | 1      | 0      | 1      |
| 6      | Australien  | 0    | 0      | 2      | 2      |
| 7      | Deutschland | 0    | 0      | 1      | 1      |
| 7      | Portugal    | 0    | 0      | 1      | 1      |
| Gesamt | Gesamt      | 6    | 6      | 6      | 18     |